# Comment on cause
Comment on cause est une chronique de Guy de Maupassant, parue en 1887.

## Historique
Comment on cause est une chronique de Guy de Maupassant initialement publiée dans Gil Blas du 29 novembre 1887.

## Résumé
On parle de tout et de rien dans un salon en ce mois de novembre 1887

## Éditions
- 1887 -  Comment on cause, dans Gil Blas
- 1964 -  Comment on cause, dans Contes et nouvelles, II, texte établi et annoté par Gérard Delaisement, Albin-Michel
- 1979 -  Comment on cause, dans Maupassant, Contes et nouvelles, tome II, texte établi et annoté par Louis Forestier, Bibliothèque de la Pléiade, éditions Gallimard.

## Lire
- Lien vers la version de Comment on cause dans Gil Blas,